# Calliephialtes rojasi
Calliephialtes rojasi là một loài tò vò trong họ Ichneumonidae.